# Pararguda
Pararguda is een geslacht van vlinders van de familie spinners (Lasiocampidae).

## Soorten
- P. aroa (Bethune-Baker, 1904)
- P. crenulata (Lucas, 1893)
- P. crocota (Turner, 1911)
- P. dasymalla (Turner, 1924)
- P. diamphidia (Turner, 1936)
- P. ecnoma (Turner, 1924)
- P. ninayi (Bethune-Baker, 1916)
- P. pallens Bethune-Baker, 1908
- P. pratti (Bethune-Baker, 1904)
- P. tephropsis (Turner, 1924)